# Cikurubuk
Cikurubuk is een bestuurslaag in het regentschap Sumedang van de provincie West-Java, Indonesië. Cikurubuk telt 2045 inwoners (volkstelling 2010).